# Stridsvagn m/40
Stridsvagn m/40, förkortat strv m/40, var en svensk stridsvagn från början av 1940-talet konstruerad av AB Landsverk baserad på deras exportstridsvagn L-60. Den kom att byggas i 2 primära varianter baserat på fabrikör.

## Stridsvagn m/40-LI (Landsverk)
Grundkonstruktionen för strv m/40-LI var en L-60D men med luftintaget för motorn flyttat framåt på vagnen. Denna variant kom att kallas L-60-S III av Landsverk och fick armébeteckningen stridsvagn m/40. Likt sin föregångare, stridsvagn m/39 (L-60-S II), även denna baserad på L-60D, kunde strv m/40 montera tilläggspansar frontalt. Detta tilläggspansar var 30 till 35 mm tjockt och ökade vagnens frontalskydd från runt 15 mm till ca 50 mm stålpansar. Detta tilläggspansar skulle bara användas i fält för att inte stressa upphängningen men minst en vagn per pluton fick pansaret permanent fastsvetsat.
Totalt beställdes 100 stycken strv m/40-LI vagnar från AB Landsverk och alla vagnar levererades mellan 1941 och 1942. Strv m/40-LI började fasas ut under 1950-talet och 1956 såldes 20 stycken strv m/40-LI till Dominikanska Republiken. I Dominikanska Republiken kom strv m/40 att se långvarig tjänst och såg till och med strid mot amerikanska marinkåren år 1965. De togs slutligen ur tjänst på 1990-talet. De sista svenska strv m/40-LI utgick ur den svenska krigsorganisationen 1957.

## Stridsvagn m/40-KI (Karlstad)
I och med produktionen av strv m/40 och annat materiell nådde Landsverk sin maximala produktionskapacitet under andra världskriget och var inte kapabel att producera tillräckligt många stridsvagnar för den svenska armén. Man bestämde då att producera strv m/40-vagnar i Karlstads Mekaniska Verkstad på licens. Dessa fick namnet L-60-S V av Landsverk.
När man började leverera strv m/40 från Karlstad ändrade man beteckningen på Landsverks vagnar till strv m/40-LI (vanligen stavat strv m/40L) för att skilja de från de Karlstadsproducerade vagnarna. Karlstadsvagnarna fick motsvarande beteckning strv m/40-KI  (vanligen stavat strv m/40K). Karlstadsvagnarna hade inget tilläggspansar men var istället försedd med tjockare pansar från grunden. För att kompensera för den större vikten fick dessa vagnar en starkare motor av typen Scania-Vabis L 602 på 162 hästkrafter.
Totalt beställdes 80 stycken strv m/40-KI vagnar från Karlstads Mekaniska Verkstad och alla vagnar levererades mellan 1943 och 1944. Strv m/40-KI började fasas ut under slutet av 1950-talet och utgick ur den svenska krigsorganisationen 1960.

## Varianter
- Strv m/40-LI - L för Landsverk, I för första variant – Variant byggd av Aktiebolaget Landsverk. Något mindre än strv m/40-KI. Försedd med hydraulisk växellåda och oljekylare.[4] Frontpansar kunde förses med tilläggspansar (9–15 mm > 29–50 mm).[6]
- Strv m/40-KI - K för Karlstad, I för första variant – Variant byggd av Karlstads Mekaniska Werkstad. Något större än strv m/40-LI. Försedd med mekanisk växellåda och kylflänsar på oljetanken istället för oljekylare. Istället för tilläggspansar var vagnen försedd med starkare pansar från början.[7]
- Strv m/48 - Projekt att uppgradera strv m/40 med en 25 mm akan m/32 försedd med en 20 mm mynningsförträngare.[9]
- Pvkv IV Värjan - Prototyp för Pansarvärnsstridsvagn. Strv m/40-LI försedd med nytt torn. Beväpning bestod av en 57 mm pansarvärnskanon m/43 kanon och en 8 mm kulspruta m/39 strv.

## Bilder

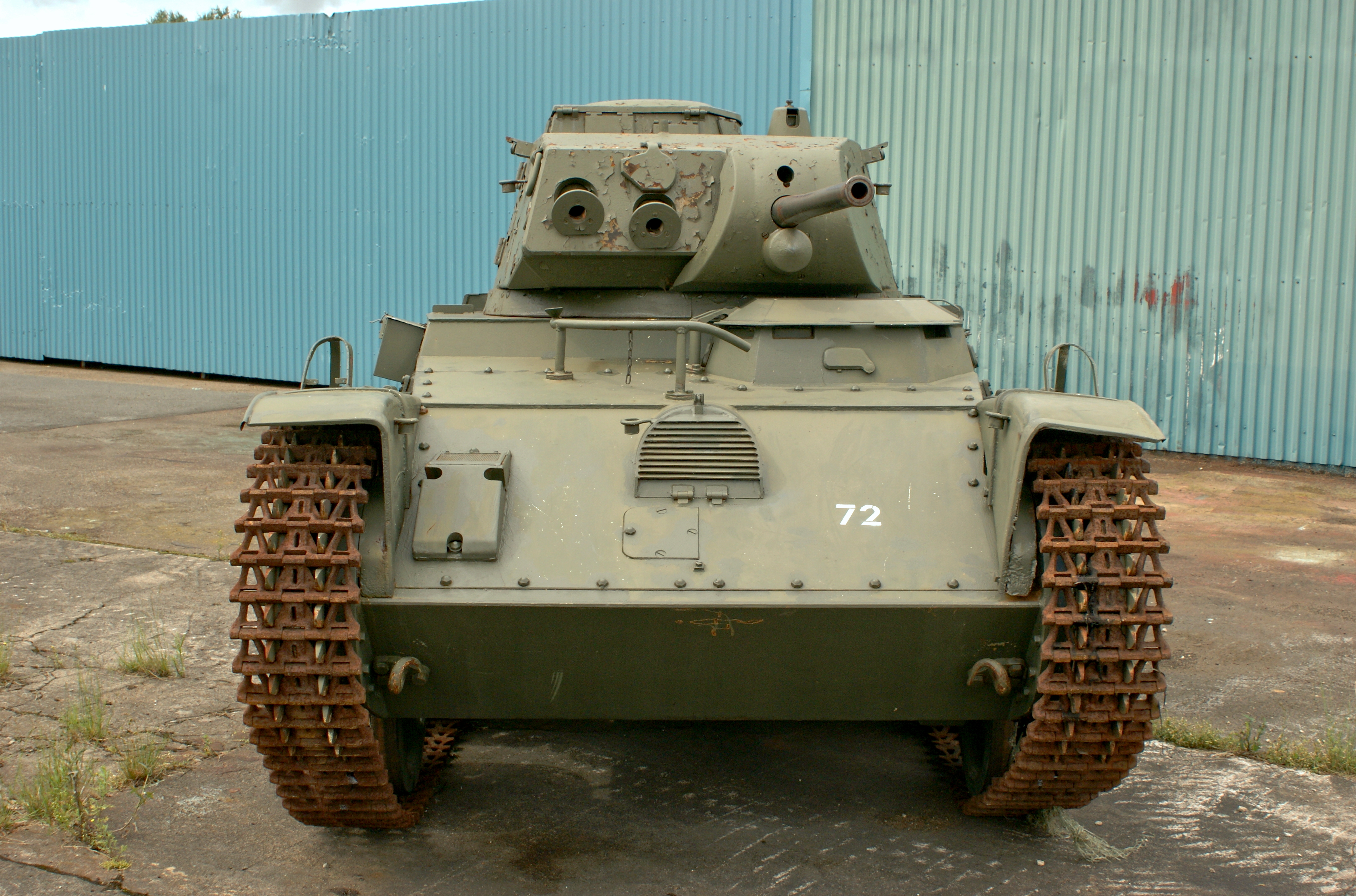
Strv m/40-LI, här utan tilläggspansar.
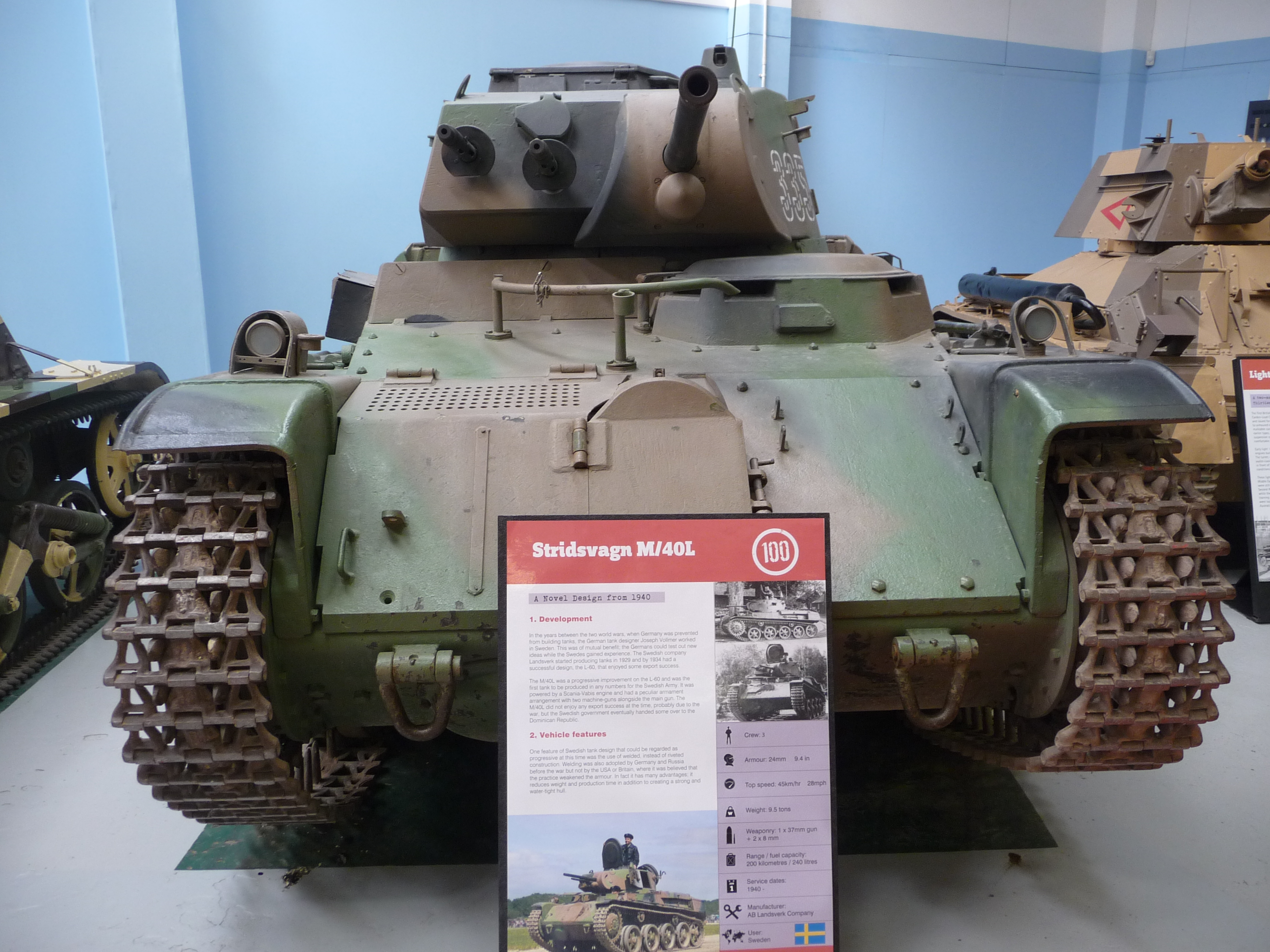
Strv m/40-LI, här försedd med tilläggspansar.
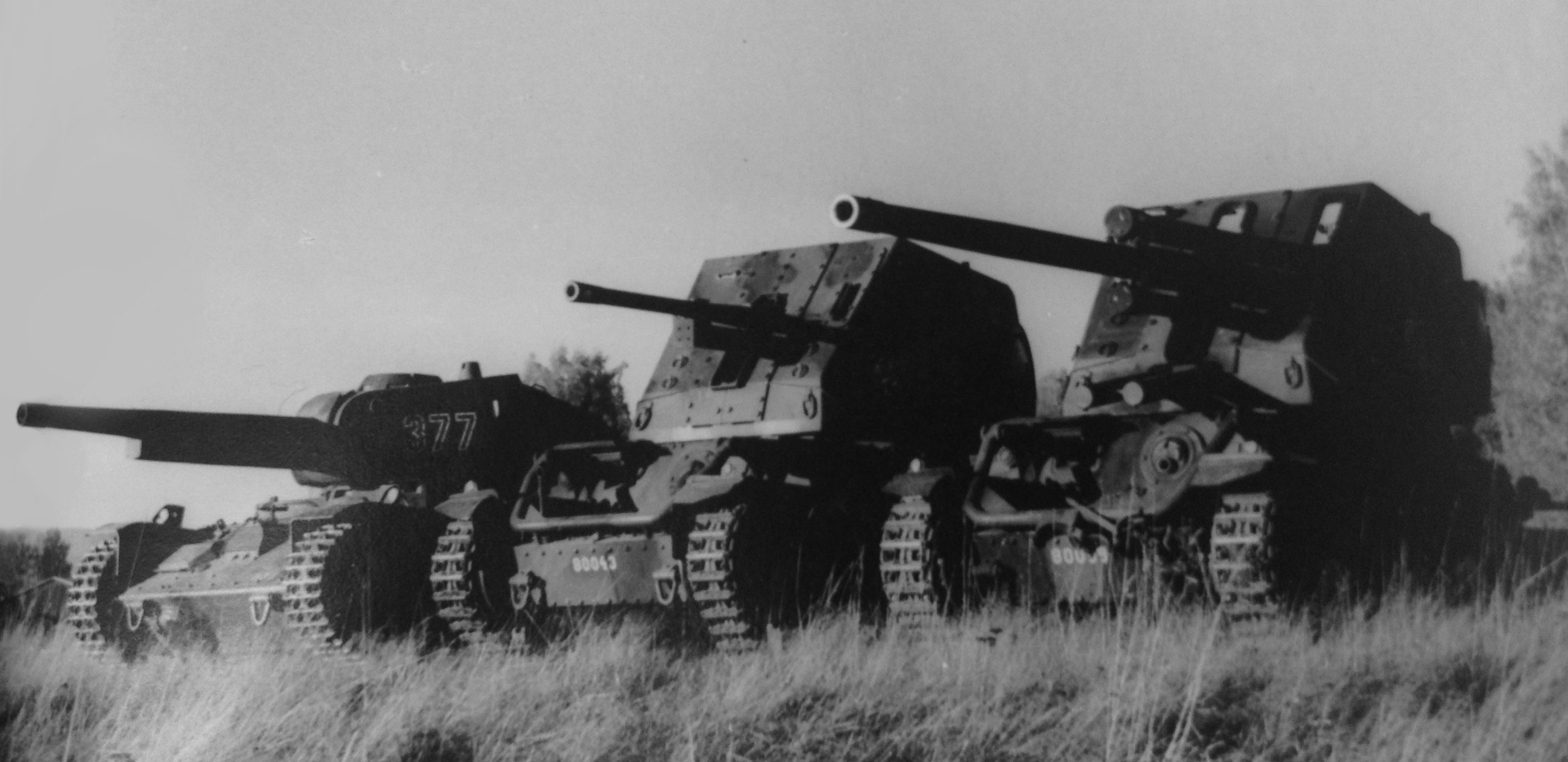
Pvkv IV Värjan med sina bröder Pvkv II och III baserade på strv m/41 till höger.

### Webbkällor
- ”Stridsvagn m/40L”. Svensk Pansarhistorisk Förening. http://www.sphf.se/Axvall/40L.htm. Läst 15 maj 2011.[8]
- Richard O Lindström. ”Strv m/40”. http://www.ointres.se/strv_m_40.htm. Läst 28 april 2021.[1]
- Lars Johnson. ”Svenskt Pansar”. http://www.tugboatlars.se/SvensktPansar.htm. Läst 28 april 2021.[2]